# فاديم جوتزيت
فاديم جوتزيت (بالأوكرانية: Вадим Маркович Гутцайт)‏، وكذلك فاديم جوتسايت أو فاديم ماركوفيتش هوتسايت، (من مواليد 6 أكتوبر 1971) هو بطل سيف مبارزة أولمبي من أوكرانيا، ووزير الشباب والرياضة الأوكراني الحالي. فاز ببطولة العالم للناشئين في مبارزة السيوف في عامي 1989 و 1990، وكان بطل ألعاب المكابيا لعام 2005. منذ مارس 2020 يشغل جوتزيت منصب وزير الشباب والرياضة الأوكراني.